# Lepithrix gentilis
Lepithrix gentilis är en skalbaggsart som beskrevs av Louis Albert Péringuey 1902. Lepithrix gentilis ingår i släktet Lepithrix och familjen Melolonthidae. Inga underarter finns listade i Catalogue of Life.